# Félix Ortiz de San Pelayo

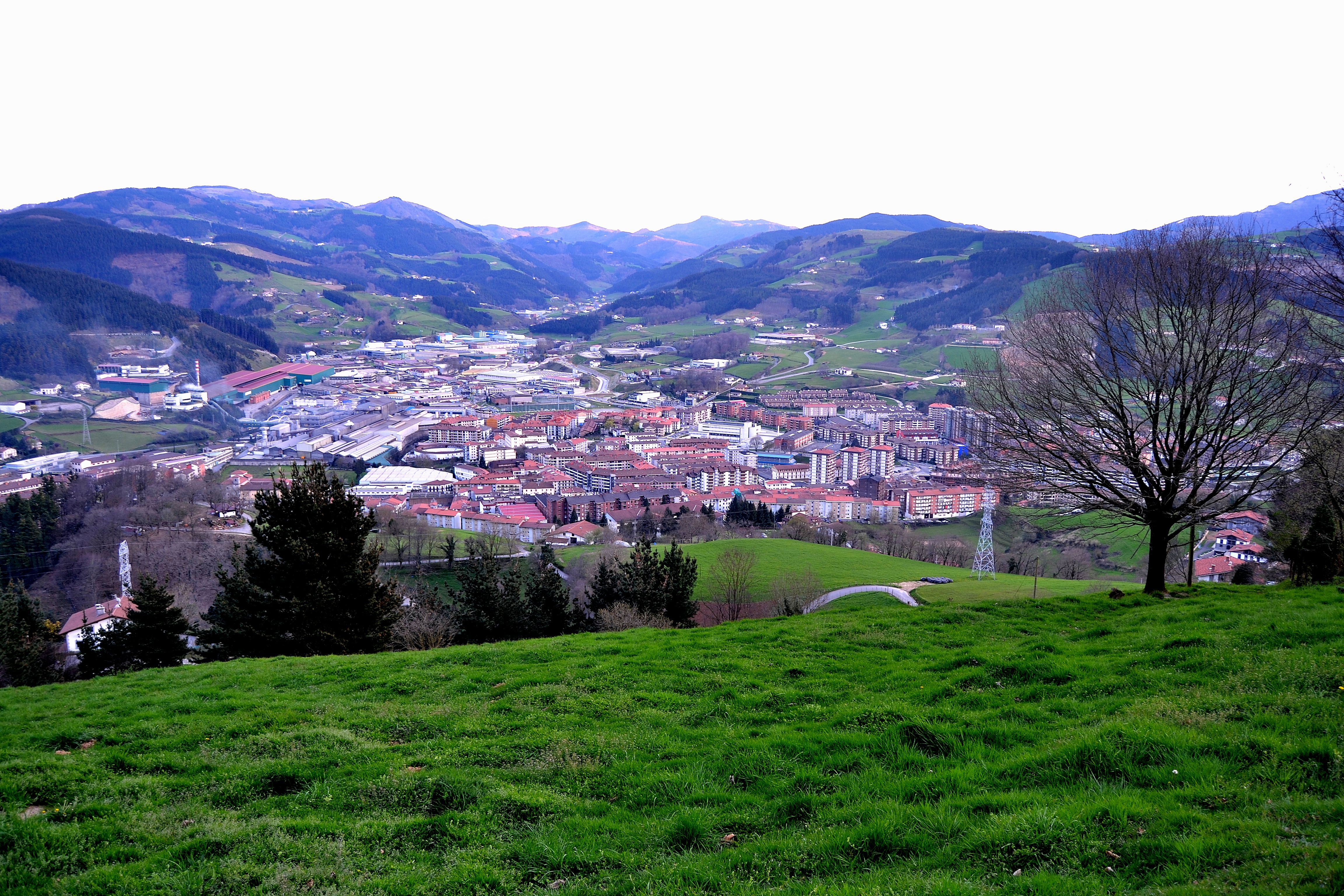
Vista general d'Azpeitia, vila on va néixer San Pelayo

Félix Ortiz de San Pelayo (Azpeitia, Guipúscoa, 1857 - Buenos Aires, Argentina, 1941) fou un compositor basc.
El 1872 es matriculà en l'Escola Nacional de Música i el 1879 aconseguí el primer premi d'harmonia en un concurs públic organitzat per aquell establiment docent.
Posteriorment passà a la República Argentina, on fou professor de música en el Col·legi que la Companyia de Jesús tenia a Buenos Aires on el 1886 va compondre diverses obres i estrena el 1900 l'òpera Artzai Mutilla (El zagal) en l'idioma basc en el Teatre de la Victòria. Cal destacar que aquesta òpera és l'única que es compon fora del País Basc en idioma basc. El 1910 va compondre l'Himne a la Confraternidad Hispano Argentina.
També se li deu l'obra titulada Pequeñas escenas, col·lecció de cors infantiles, la qual reducció per a cant i piano es publicà el 1896. Tant pels afers que es desenvolupen en aquestes escenes, d'índole infantil, com per la senzillesa de les melodies i de l'acompanyament, escrit originàriament per l'autor per a petita orquestra, aquesta col·lecció emplenà complidament el fi pedagògic i educador que es proposava.